# Manuel Filibert de Savoia-Aosta
Manuel Filibert de Savoia-Aosta, duc d'Aosta (Gènova, 1869 - Torí, 1931) fou un aristòcrata i militar italià. Duc d'Aosta i Príncep d'Itàlia amb el tractament d'altesa reial. Com a conseqüència de l'aventura espanyola del seu pare, fou infant d'Espanya des de 1871 fins a 1873.
Nascut a Gènova el dia 13 de gener de 1869, era fill del duc d'Aosta i futur rei Amadeu I d'Espanya i de la seva primera muller, la princesa de la Cisterna Maria Victòria. Manuel Filibert era net del rei Víctor Manuel II d'Itàlia i de l'arxiduquessa Adelaida d'Àustria.
Casat el 25 de juny de 1896 amb la princesa Helena d'Orleans, filla del príncep Felip d'Orleans i de la princesa Maria Isabel d'Orleans. La parella tingueren dos fills:
- SAR el príncep Amadeu de Savoia-Aosta, nat a Torí el 1898 i mort a Nairobi el 1942. Casat amb la princesa Anna d'Orleans.
- SAR el príncep Aimó de Savoia-Aosta, nat el 1900 a Torí i mort el 1948 a Buenos Aires. Es casà amb la princesa Irene de Grècia.

Membre de l'exèrcit italià, participà amb enorme èxit a les campanys italianes en contra de l'Imperi Austrohongarès al Vèneto. Arribà a ser comandant de la III divisió de l'exèrcit de terra del rei Víctor Manuel III d'Itàlia.
L'any 1922, durant els fets de la Marxa feixista sobre Roma, el nom del duc d'Aosta sonà com a candidat a la Corona italiana en cas que el rei Víctor Manuel III d'Itàlia no acceptés el feixisme. Morí l'any 1931 a Torí. Fou enterrat a la localitat de Redipuglia.